# Église en bois Saint-Pierre-et-Saint-Paul de Lozovik
Pour les articles homonymes, voir Église Saint-Pierre-et-Saint-Paul.
L'église en bois Saint-Pierre-et-Saint-Paul de Lozovik (en serbe cyrillique : Црква брвнара Светих апостола Петра и Павла у Лозовику ; en serbe latin : Crkva brvnara Svetih apostola Petra i Pavla u Lozoviku) est une église orthodoxe serbe située à Lozovik, dans la municipalité de Velika Plana et dans le district de Podunavlje en Serbie. Elle est inscrite sur la liste des monuments culturels protégés de la république de Serbie (identifiant no SK 610).

## Présentation
L'église a été construite à l'initiative des habitants de Lozovik et de Saraorci. Commencée en 1806, elle a été achevée en 1831.
L'église est constituée de planches de chêne et repose sur des fondations en pierres concassées ; elle est recouverte d'un toit constitué de bardeaux très fins. Considérée comme de dimension moyenne, elle mesure 14,6 m sur 6. Elle est divisée en quatre parties : un porche soutenu par des piliers, un narthex séparé de la nef par une cloison, la nef elle-même et la zone de l'autel. Elle dispose de deux portes, l'une à l'ouest et l'autre au nord, décorées de panneaux sculptés et de trois petites fenêtres avec des barres de fer. À l'intérieur, elle est dotée d'une voûte en berceau.
Les icônes de l'iconostase ont été peintes en 1831 et 1832 par Jovan Stergević, plus connu sous le nom de Janja Moler.
Sur le parvis de l'église se trouvaient autrefois une école et un clocher en bois dont les cloches avaient été offertes par le prince Miloš Obrenović. Après la construction de la nouvelle église Saint-Pierre-et-Saint-Paul de Lozovik en 1895, les cloches ont été transférées dans le nouveau clocher ; pendant la Première Guerre mondiale, elles ont été emportées en Autriche-Hongrie et refondues. La vieille école est restée en activité jusqu'en 1874 mais il n'en subsiste aucune trace aujourd'hui.